# Mesodorylaimus aestuarii
Mesodorylaimus aestuarii is een rondwormensoort. De wetenschappelijke naam van de soort is voor het eerst geldig gepubliceerd in 1952 door Timm.